# Peter Sailly

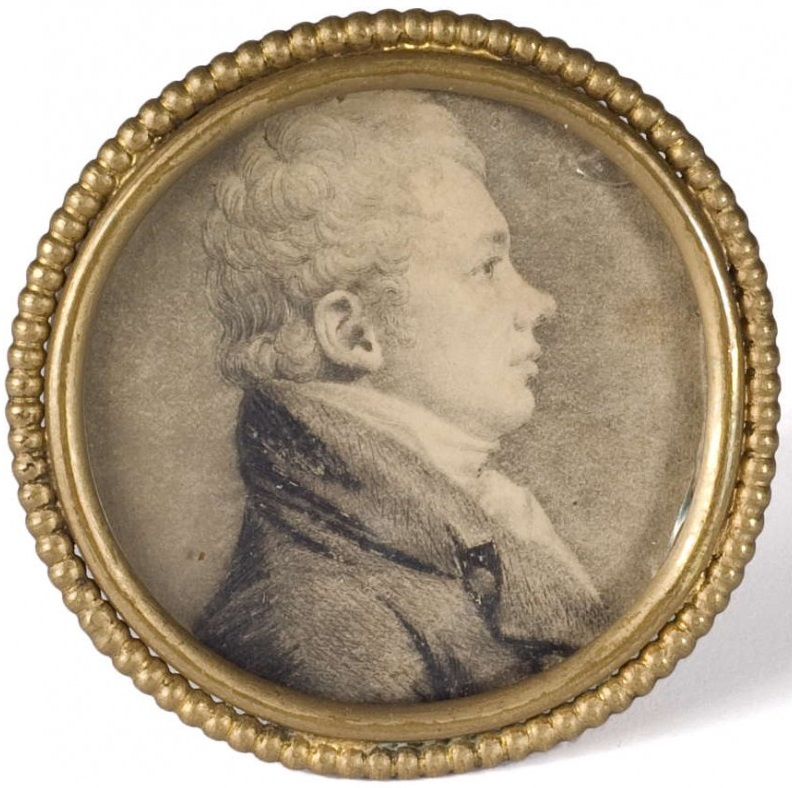
Peter Sailly

Peter Sailly (* 20. April 1754 in Lothringen, Frankreich; † 16. März 1826 in Plattsburgh, New York) war ein US-amerikanischer Jurist und Politiker. Zwischen 1805 und 1807 vertrat er den Bundesstaat New York im US-Repräsentantenhaus.

## Werdegang
Peter Sailly wurde während der Regierungszeit von Ludwig XVI., König von Frankreich, in Lothringen geboren und wuchs dort auf. Im letzten Jahr des Unabhängigkeitskrieges wanderte er in die Vereinigten Staaten ein und ließ sich in Plattsburgh nieder. Dort ging er kaufmännischen Geschäften nach und war als Fellhändler (fur trader) tätig. Er betätigte sich auch als Hersteller von Kalisalz und in der Verschiffung von Bauholz. 1788 wurde er beisitzender Richter (associate justice) am Court of Common Pleas – eine Stellung, die er bis 1796 innehatte. Er war in den Jahren 1797 und 1798 als Commissioner of Highways und School Commissioner tätig. Danach arbeitete er in den Jahren 1799 und 1800 als Supervisor of Schools. Er saß 1803 in der New York State Assembly. Zwischen 1804 und 1806 war er Richter im Clinton County.
Als Gegner einer zu starken Zentralregierung schloss er sich in jener Zeit der von Thomas Jefferson gegründeten Demokratisch-Republikanischen Partei an. Bei den Kongresswahlen des Jahres 1804 für den 9. Kongress wurde er im elften Wahlbezirk von New York in das US-Repräsentantenhaus in Washington, D.C. gewählt, wo er am 4. März 1805 die Nachfolge von Beriah Palmer antrat. Da er auf eine erneute Kandidatur im Jahr 1806 verzichtete, schied er nach dem 3. März 1807 aus dem Kongress aus.
Nach seiner Kongresszeit war er von 1807 bis zu seinem Tod als Collector of Customs in Plattsburgh tätig. Er verstarb dort am 16. März 1826 und wurde dann auf dem Riverside Cemetery beigesetzt.